# Mistrovství světa v alpském lyžování 1931
1. Mistrovství světa v alpském lyžování se konalo v roce 1931 ve švýcarském středisku Mürren.

## Medailisté

### Muži
| Soutěž | Zlato         | Stříbro      | Bronz         |
| Sjezd  | Walter Prager | Otto Furrer  | Willi Steuri  |
| Slalom | David Zogg    | Anton Seelos | Friedl Däuber |

### Ženy
| Soutěž | Zlato          | Stříbro         | Bronz            |
| Sjezd  | Esme Mackinnon | Nell Carroll    | Irma Schmiedegg  |
| Slalom | Esme Mackinnon | Inge Lantschner | Jeanette Kessler |

## Přehled medailí
| Pořadí         | Stát           | Zlato | Stříbro | Bronz | Celkově |
| 1              | Velká Británie | 2     | 1       | 1     | 4       |
|                | Švýcarsko      | 2     | 1       | 1     | 4       |
| 3              | Rakousko       | -     | 2       | 1     | 3       |
| 4              | Německo        | -     | -       | 1     | 1       |
| Medailové sady | Medailové sady | 4     | 4       | 4     | 12      |